# Stefano Galletti
Stefano Galletti, född 15 juni 1832 i Cento, död 5 juli 1905 i Rom, var en italiensk skulptör. 
Galletti studerade först i Bologna och kom 1854 till Rom, där han blev kvar under sitt återstående liv. Trots att han redan före flytten till Rom hade utfört några ganska goda arbeten, började han ånyo sina studier efter de klassiska mästarna. Hans första betydande verk var gruppen Tobias och ängeln, med vilken han vann guldmedaljen vid en tävlan inom den romerska konstnärsklubben Virtuosi del Pantheon. En kvinnlig staty av hans hand erhöll ett pris vid utställningen i Rom 1870. För kommunledningen i denna stad utförde han åtskilliga arbeten. Särskilt kan nämnas bildstoderna San Lorenzo och Hoppet, som befinner sig på Roms allmänna begravningsplats och vilka erhöll pris i en av kommunen utsatt tävlan. För kommunen Cento modellerade han en staty av Guercino och för staden Ferrara en stod över Girolamo Savonarola. För stadsrepubliken San Marino fullbordade han en frihetsstaty. Därjämte utförde han förutom åtskilliga byster och utkast två fantasiarbeten Ungdomen och Daggen samt gravmonument över skaldinnan Erminia Fuà Fusinato och statsmannen Camillo Cavour (båda i Rom). Av några av sina verk, som "Tobias och ängeln", förfärdigade han kopior.

## Bilder
| - Girolamo Savonarolas staty i Ferrara. - Frihetsstatyn i San Marino. |